# Мужјак
Мужјак или мушки пол (♂) је физиолошки пол који производи сперматозоиде. Сваки мушки гамет, или сперматозоид, се може спојити са женским гаметом, или јајном ћелијом, у процесу оплођења. Мужјаци не могу започети полно размножавање без приступа барем једне јајне ћелије, док се поједини организми могу размножавати и полним и бесполним путем. Већина мужјака сисара, укључујући мужјаке човјека, имају Y хромозом, који кодира производњу веће количине тестостерона за развој мушких полних органа.
Немају све врсте једнако одређивање пола. Код већине животиња, укључујући и људе, пол је одређен генетички, али код неких врста може бити одређен друштвеним, еколошким и другим факторима. Тако, напримјер, Cymothoa exigua мијењају пол зависно од броја женки присутних у околини.

## Преглед
Постојање два пола је изгледа настало независно у различитим линијама развоја (погледати Конвергентна еволуција). Понављање обрасца је полно размножавање код изогамних организама са два или више типа полних ћелија идентичног облика и понашања (али на различитом молекуларном нивоу). Код анизогамних врста са гаметима мушког и женског облика долази до оогамије врста у којој је женски гамет много већи од мушког и он нема способност кретања. Постоје добри разлози који кажу је овај образац настао због физичких ограничења, усмјерен таквим механизмима у којима су за полно размножавање потребна два неједнака гамета.
У складу са тим, пол се операционализује широм дате врсте по типу производње полних ћелија (нпр. сперматозоида и јајних ћелија) и разлике између мужјака и женки у једној лози нису увијек предиктивне за разлике у другом.
Полни диморфизам мужјак/женка између организама или органа за размножавање различитог пола није ограничен само на животиње; мушке гамете производе хитридиомикоте, силикатне алге и копнене биљке, између осталог. Код копнених биљака, мужјак и женка се не одређују само на основу мушке и женске гаметске производње и структуре, него и на основу структуре спорофита који дају праву разлике између мушких и женских биљки.

## Симбол
Заједнички симбол који се користи за мушки пол је симбол Марса, ♂ — круг са стијелом окренутом ка сјевероистоку. Први пут га је користио Карл фон Лине како би означио пол 1751. године. Симбол се често стилизовано приказује као штит и копље. По Стерну сви историјски докази указују да је изведен од θρ, грчке скраћенице за планету, Таурус.

## Одређивање пола
Пол одређеног организма може одредити низ фактора. То може бити генетска или животна средина, или се можда природно мјења током живота неког организма. Иако већина врста са мушким и женским полом имају јединке које су мушке или женске, хермафродитске животиње, као што су црви, имају и мушке и женске полне органе.

### Генетско одређивање
Већина сисара, укључујући и људе, има генетички одређене полове путем XY система одређивања полова гдје мужјаци имају један XY (као супротност XX) полни хромозом. Могуће је да се код неких врста, укључујући и људе, јави XXY или неке друге међуполне/хермафродитске особине (око 2% популације). Током оплођења, мужјаци могу створити и XX и YY сперматозоиде, док женке дају само XX јајне ћелије. YY сперматозоид и X јајна ћелија дају јединку мушког пола, а XX сперматозоид и X јајна ћелија дају јединку женског пола.
Дио  хромозома који је одговоран за мушкост, полно одређујући је фактор TDF. TDF активира SOX9, који чини петљу са FGF9 и  у гонадама, допуштајући одређеном нивоу ових гена да остане довољно висок да би довео до развоја мушке јединке; нпр. FGF9 је одговоран за развој сјеменог ужета и умножавање Сертолијевих ћелија, од којих су обје веома важне за развој мушког пола.
ZW систем одређивања пола, у коме су мужјаци означени са ZZ (као супритност ZW) полним хромозомима могу се наћи у птицама, неким инсектима (већином породица лептира) и другим организмима. Припадници реда опнокрилаца, као што су мрави и пчеле, често одређују хаплодиплоиди, гдје је већина мужјака хаплоидна, а женске и неки стерилни мужјаци диплодини.

### Одређивање животне средине
Код неких врста гмизаваца, укључујући алигаторе, пол одређује температура на којој се јаје инкубира. Друге врсте, као што су неке змије, могу мјењати пол: одрасле јединке коју су биле мужјаци, могу постати женке. Код тропских риба кловнова, доминантна јединка у скупини постаје женка, док су остали мужјаци.
Код неки зглавкара, пол се одређује инфекцијом. Бактерија из рода Волбахија мјења њихов пол; неке врсте се састоје искључиво од ZZ јединки, док се пол одређује присуством Волбахија.

## Секундарне полне особине
Код врста са два пола, мужјаци се могу разликовати од женки само на основу производње сперматозоида. Код многих риба и инсеката мужјаци су мањи од женки. У сјемену биљке, које показује смјену генерација, мушки и женски дијелови су укључени у спорофитски полни орган једног организма. Код сисара, укључујући људе, мужјаци су обично већи од женки. Код птица, мужјаци често имају шареније перје које привлачи женке.